# Swainsona greyana
Swainsona greyana är en ärtväxtart som beskrevs av John Lindley. Swainsona greyana ingår i släktet Swainsona och familjen ärtväxter.

## Underarter
Arten delas in i följande underarter:
- S. g. bracteata
- S. g. cadellii
- S. g. greyana

## Bildgalleri

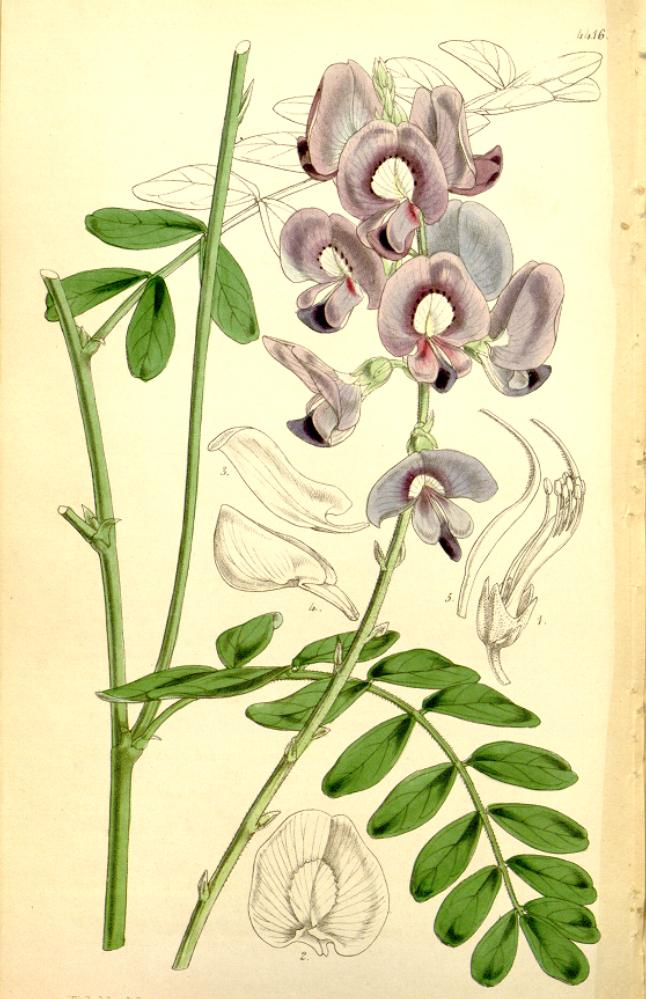